# Con đường rực lửa (phim 2012)
Con đường rực lửa (tiếng Hindi: Agneepath, tên tiếng Anh: Path of Fire), phim hành động điện ảnh Ấn Độ do Karan Malhotra đạo diễn, công chiếu năm 2012, dựng lại theo phim cùng tên năm 1990. Agneepath phá vỡ kỷ lục doanh thu ngày công chiếu tại Ấn Độ, trên phim Bodyguard năm 2011, đầu tháng 5.2012 thu về hơn 38,5 triệu USD.

## Diễn viên
- Hrithik Roshan trong vai Vijay Deenanath Chauhan. Ông là một người đàn ông tìm cách trả thù cho cái chết của cha mình
- Sanjay Dutt trong vai Kancha Cheena. Một người vô đạo đức, thường chế giễu vẻ ngoài không trần trụi của mình; ông điều hành Mandwa trong một trại tập trung và khai thác dân làng để đối phó với Cocain giá rẻ.
- Rishi Kapoor trong vai Rauf Lala, một chúa tể thế giới ngầm. Ông điều hành một cửa hàng thịt và đồng thời buôn ma túy và mại dâm.
- Om Puri trong vai Ủy viên Gaitonde. Ông là một cảnh sát tàn bạo, người đã phát triển mối quan hệ gần gũi với Vijay.
- Priyanka Chopra trong vai Kaali Gawde. Cô yêu Vijay và hỗ trợ anh trong nhiệm vụ trả thù của mình.
- Zarina Wahab trong vai Suhasini Deenanath Chauhan, mẹ của Vijay. Bà cố gắng thuyết phục Vijay khỏi việc chọn một con đường bạo lực.
- Chetan Pandit trong vai Master Deenanath Chauhan, cha của Vijay. Một người đàn ông trong sạch, nhưng bị tình nghi hãm hiếp và giết một cô gái trẻ, sau đó bị giết bởi Kancha.
- Sachin Khedekar trong vai Ngài Borkar. Ông là thư ký của Maharashtra và một phụ tá của Kancha.
- Rajesh Tandon trong vai Mazhar Lala, con cả của Rauf Lala. Anh ta nghi ngờ sự trung thành của Vijay.
- Deven Bhojani trong vai Azhar Lala, một người con khác của Rauf Lala.
- Rajesh Vivek trong vai Ngài Bakshi, một thanh tra cảnh sát đã tăng gấp đôi trong thông tin viên của Kancha.
- Banwarilal Taneja trong vai cha của Kancha.
- Ravi Jhankal trong vai Shantaram, người giúp đỡ của Kancha, người âm mưu với Vijay.
- Kanika Tiwari trong vai Shiksha Deenanath Chauhan, chị của Vijay. Cô sống với mẹ và không biết sự tồn tại của Vijay.
- Pankaj Tripathi trong vai Surya.
- Brijendra Kala trong vai Muneem.
- Katrina Kaif trong vai "Chikni Chameli" (xuất hiện đặc biệt).
- Madhurjeet Sarghi trong vai Lachhi, mẹ của Kaali.
- Arish Bhiwandiwala trong vai Vijay Chauhan thời trẻ.
- Vraddhi Sharma trong vai một nhà báo.
- Inaamulhaq trong vai một dân làng.
- Ali Asgar (diễn viên) trong vai Qawwal của Đám cưới ở Mazhar
- Rajendra Chawla trong vai Qawwal của Đám cưới ở Mazhar

### Giải thưởng và đề cử
| Giải thưởng         | Ngày                     | Thể loại                                     | Người nhận                                    | Kết quả   |
| ------------------- | ------------------------ | -------------------------------------------- | --------------------------------------------- | --------- |
| Filmfare Awards     | ngày 13 tháng 1 năm 2013 | Best Actor                                   | Hrithik Roshan                                | Đề cử     |
| Filmfare Awards     | ngày 13 tháng 1 năm 2013 | Best Supporting Actor                        | Rishi Kapoor                                  | Đề cử     |
| Filmfare Awards     | ngày 13 tháng 1 năm 2013 | Best Lyricist                                | Amitabh Bhattacharya ("Abhi Mujh Main Kahin") | Đề cử     |
| Filmfare Awards     | ngày 13 tháng 1 năm 2013 | Best Male Playback Singer                    | Sonu Nigam ("Abhi Mujh Main Kahin")           | Đề cử     |
| Filmfare Awards     | ngày 13 tháng 1 năm 2013 | Best Female Playback Singer                  | Shreya Ghoshal ("Chikni Chameli")             | Đề cử     |
| Screen Awards       | ngày 2 tháng 1 năm 2013  | Best Actor                                   | Hrithik Roshan                                | Đề cử     |
| Screen Awards       | ngày 2 tháng 1 năm 2013  | Best Villain                                 | Rishi Kapoor                                  | Đề cử     |
| Screen Awards       | ngày 2 tháng 1 năm 2013  | Best Villain                                 | Sanjay Dutt                                   | Đề cử     |
| Screen Awards       | ngày 2 tháng 1 năm 2013  | Best Debut Director                          | Karan Malhotra                                | Đề cử     |
| Screen Awards       | ngày 2 tháng 1 năm 2013  | Best Production Design                       | Sabu Cyril                                    | Đề cử     |
| Screen Awards       | ngày 2 tháng 1 năm 2013  | Best Choreography                            | Ganesh Acharya ("Chikni Chameli")             | Đề cử     |
| Screen Awards       | ngày 2 tháng 1 năm 2013  | Best Action Director                         | Abbas Ali Moghul                              | Đề cử     |
| Zee Cine Awards     | ngày 20 tháng 1 năm 2013 | Best Actor in a Negative Role                | Rishi Kapoor                                  | Đoạt giải |
| Zee Cine Awards     | ngày 20 tháng 1 năm 2013 | Best Playback Singer – Male                  | Sonu Nigam ("Abhi Mujh Main Kahin")           | Đoạt giải |
| Zee Cine Awards     | ngày 20 tháng 1 năm 2013 | Best Choreography                            | Ganesh Acharya ("Chikni Chameli")             | Đoạt giải |
| Zee Cine Awards     | ngày 20 tháng 1 năm 2013 | Best Background Score                        | Ajay−Atul                                     | Đoạt giải |
| Zee Cine Awards     | ngày 20 tháng 1 năm 2013 | Best Actor – Male                            | Hrithik Roshan                                | Đề cử     |
| Zee Cine Awards     | ngày 20 tháng 1 năm 2013 | Best Film                                    | Karan Malhotra                                | Đề cử     |
| Zee Cine Awards     | ngày 20 tháng 1 năm 2013 | Song of the Year                             | "Chikni Chameli"                              | Đề cử     |
| IIFA Awards         | ngày 6 tháng 7 năm 2013  | Best Actor in a Negative Role                | Rishi Kapoor                                  | Đoạt giải |
| IIFA Awards         | ngày 6 tháng 7 năm 2013  | Best Lyricist                                | Amitabh Bhattacharya ("Abhi Mujh Main Kahin") | Đoạt giải |
| IIFA Awards         | ngày 6 tháng 7 năm 2013  | Best Playback Singer - Male                  | Sonu Nigam ("Abhi Mujh Main Kahin")           | Đoạt giải |
| IIFA Awards         | ngày 6 tháng 7 năm 2013  | Best Playback Singer - Female                | Shreya Ghoshal ("Chikni Chameli")             | Đoạt giải |
| IIFA Awards         | ngày 6 tháng 7 năm 2013  | Best Choreography                            | Ganesh Acharya ("Chikni Chameli")             | Đoạt giải |
| IIFA Awards         | ngày 6 tháng 7 năm 2013  | Best Actor                                   | Hrithik Roshan                                | Đề cử     |
| IIFA Awards         | ngày 6 tháng 7 năm 2013  | Best Actor in a Negative Role                | Sanjay Dutt                                   | Đề cử     |
| IIFA Awards         | ngày 6 tháng 7 năm 2013  | Best Music Director                          | Ajay−Atul                                     | Đề cử     |
| IIFA Awards         | ngày 6 tháng 7 năm 2013  | Best Playback Singer - Male                  | Ajay Gogavale ("Deva Shree Ganesha")          | Đề cử     |
| Stardust Awards     | ngày 26 tháng 1 năm 2013 | Best Actor (Drama)                           | Hrithik Roshan                                | Đoạt giải |
| Stardust Awards     | ngày 26 tháng 1 năm 2013 | Best Actor in Negative Role                  | Sanjay Dutt                                   | Đoạt giải |
| Stardust Awards     | ngày 26 tháng 1 năm 2013 | Best Debut Music Director                    | Ajay−Atul                                     | Đoạt giải |
| Mirchi Music Awards | ngày 7 tháng 2 năm 2013  | Song of The Year                             | "Abhi Mujh Mein Kahin"                        | Đoạt giải |
| Mirchi Music Awards | ngày 7 tháng 2 năm 2013  | Album of The Year                            | Ajay-Atul, Amitabh Bhattacharya               | Đoạt giải |
| Mirchi Music Awards | ngày 7 tháng 2 năm 2013  | Male Vocalist of The Year                    | Sonu Nigam ("Abhi Mujh Main Kahin")           | Đoạt giải |
| Mirchi Music Awards | ngày 7 tháng 2 năm 2013  | Female Vocalist of The Year                  | Shreya Ghoshal ("Chikni Chameli")             | Đoạt giải |
| Mirchi Music Awards | ngày 7 tháng 2 năm 2013  | Music Composer of The Year                   | Ajay-Atul ("Abhi Mujh Main Kahin")            | Đoạt giải |
| Mirchi Music Awards | ngày 7 tháng 2 năm 2013  | Song representing Sufi tradition             | "O Saiyyan"                                   | Đoạt giải |
| Mirchi Music Awards | ngày 7 tháng 2 năm 2013  | Song Recording/Sound Engineering of the Year | Vijay Dayal ("Deva Shree Ganesha")            | Đoạt giải |
| Mirchi Music Awards | ngày 7 tháng 2 năm 2013  | Male Vocalist of The Year                    | Roop Kumar Rathod ("O Saiyyan")               | Đề cử     |
| Mirchi Music Awards | ngày 7 tháng 2 năm 2013  | Female Vocalist of The Year                  | Sunidhi Chauhan ("Gun Gun Guna")              | Đề cử     |
| Mirchi Music Awards | ngày 7 tháng 2 năm 2013  | Music Composer of The Year                   | Ajay-Atul ("Chikni Chameli")                  | Đề cử     |
| Mirchi Music Awards | ngày 7 tháng 2 năm 2013  | Lyricist of The Year                         | Amitabh Bhattacharya ("Abhi Mujh Main Kahin") | Đề cử     |
| Mirchi Music Awards | ngày 7 tháng 2 năm 2013  | Song representing Sufi tradition             | "Shah Ka Rutba"                               | Đề cử     |
| Mirchi Music Awards | ngày 7 tháng 2 năm 2013  | Programmer & Arranger of the Year            | Ajay-Atul ("O Saiyyan")                       | Đề cử     |
| Mirchi Music Awards | ngày 7 tháng 2 năm 2013  | Song Recording/Sound Engineering of the Year | Vijay Dayal ("Abhi Mujh Main Kahin")          | Đề cử     |
| Mirchi Music Awards | ngày 7 tháng 2 năm 2013  | Background Score of the Year                 | Ajay-Atul                                     | Đề cử     |